# Harlan Greene
Harlan Greene (* 19. Juni 1953 in Charleston, South Carolina) ist ein US-amerikanischer Schriftsteller und Archivar.

## Leben
Greene studierte Geschichte. Er begann schriftstellerisch tätig zu werden und veröffentlichte mehrere Romane und Sachbücher. Greene arbeitete als Archivar für das College of Charleston. In den jüngeren Lebensjahren war der Autor Olin Jolley für einige Jahre sein Lebensgefährte, mit dem er in Chapel Hill, North Carolina wohnte. Ihre Beziehung ist Bestandteil der Anthologie Two Hearts Desire: Gay Couples on their Love, die 1997 publiziert wurde. In späteren Jahren wurde Jonathan Ray sein Lebensgefährte, mit dem er in Charleston wohnt. Für die Zeitschrift Charleston Magazine ist er als Autor tätig.

## Werke (Auswahl)

### Romane
- Why We Never Danced the Charleston (1985, ISBN 978-0140082180)
- What the Dead Remember (1991, ISBN 978-0452268654)
- The German Officer’s Boy (2005, ISBN 978-0299208103)

### Sachbücher
- Charleston: City of Memory (1987, ISBN 978-0933101111)
- Mr. Skylark: John Bennett and the Charleston Renaissance (2001, ISBN 978-0820322117)
- Renaissance in Charleston: Art and Life in the Carolina Low Country, 1900–1940 (2003, ISBN 978-0820325187)
- Slave Badges and the Slave-Hire System in Charleston, South Carolina, 1783–1865 (2004, ISBN 978-0786417292)
- Cornices of Charleston (2005, ISBN 978-0976717119)
- The Damned Don’t Cry – They Just Disappear: The Life and Works of Harry Hervey (2018, ISBN 978-1611178111)

## Auszeichnungen und Preise (Auswahl)
- 1992: Lambda Literary Award for Gay Fiction für den Roman What the Dead Remember